# مستحرة مكورة باروسية
مستحرة مكورة باروسية (الاسم العلمي:Thermococcus barossii) هي نوع من العتائق تتبع جنس المستحرة المكورة من فصيلة المستحرات المكورة.